# Добришка Вас
Добришка Вас (словен. Dobriška vas) — поселення в общині Оплотниця, Подравський регіон‎, Словенія.